# Житлов, Владимир Васильевич
Владимир Васильевич Житлов (1 февраля 1940, Пенза — 14 апреля 2019, Казань) — советский и российский спортсмен, Заслуженный тренер РСФСР и СССР по фехтованию, кандидат педагогических наук, Почётный гражданин Казани.

## Биография
Владимир Васильевич Житлов родился 1 февраля 1940 года в Пензе. Ещё в детском и юношеском возрасте увлекался различными видами спорта, в основном ― баскетболом. Фехтованием начал заниматься в 1953 году и достиг успехов на местных и всероссийских соревнованиях. После окончания школы хотел поступить в КГПИ, но этой идее воспротивился отец, поэтому один год Владимир Васильевич был вынужден проработать слесарем на заводе.
В 1962 году окончил Казанский педагогический институт. В 1962―1963 гг. работал учителем физкультуры в школе. С 1963 по 1971 год преподавал в КПУ на кафедре спортивных дисциплин, куда перешёл по настоянию Н. Т. Колчина, у которого сам раньше был студентом. С 1983 по 1990 год был заведующим кафедры физического воспитания. В 1985 году защитил диссертацию на соискание степени кандидата педагогических наук. С 1987 года ― доцент.
Тренерской работой начал заниматься в 1966 году. Тренировал женскую сборную СССР по фехтованию на рапирах на Олимпийских играх 1976 и 1980 годов; всего проработал на посту тренера сборной с 1973 по 1990 год (в 1974―1979 гг. ― старший тренер). Под его руководством проходили спортивную подготовку олимпийские чемпионки В. Г. Никонова, О. Н. Князева, Н. Ф. Гилязова, а также чемпионка мира О. Б. Вощакина.
С 1994 по 1997 года был директором ДЮСШ № 3 в Казани (до этого работал там с перерывами начиная с 1966 года).
Скончался 14 апреля 2019 года в Казани в возрасте 79 лет. Похоронен на Архангельском кладбище.

### Семья
Женат на В. Г. Никоновой, своей бывшей воспитаннице, 2 дочери: Анна и Елена, 2 внука.

## Награды и почётные звания
- Заслуженный тренер РСФСР (1970)
- Заслуженный тренер СССР (1973)
- Орден Трудового Красного Знамени (1976)
- Заслуженный работник физической культуры РСФСР (1985)
- Заслуженный работник физической культуры Республики Татарстан (1994)
- Почётный знак «За заслуги в развитии физической культуры и спорта» (2000)[3]
- Почётный гражданин Казани (2012)